# Tour de France 1964
| 51. Tour de France 1964 – Endstand |                       |                           |
| Streckenlänge                      | 22 Etappen, 4504,2 km | 22 Etappen, 4504,2 km     |
| Toursieger                         | Jacques Anquetil      | 127:09:44 h (35,421 km/h) |
| Zweiter                            | Raymond Poulidor      | + 0:55 min                |
| Dritter                            | Federico Bahamontes   | + 4:44 min                |
| Vierter                            | Henry Anglade         | + 6:42 min                |
| Fünfter                            | Georges Groussard     | + 10:34 min               |
| Sechster                           | André Foucher         | + 10:36 min               |
| Siebenter                          | Julio Jiménez         | + 12:13 min               |
| Achter                             | Gilbert Desmet        | + 12:17 min               |
| Neunter                            | Hennes Junkermann     | + 14:02 min               |
| Zehnter                            | Vittorio Adorni       | + 14:19 min               |
| Grünes Trikot                      | Jan Janssen           | 208 P.                    |
| Zweiter                            | Edward Sels           | 199 P.                    |
| Dritter                            | Rudi Altig            | 165 P.                    |
| Bergwertung                        | Federico Bahamontes   | 173 P.                    |
| Zweiter                            | Julio Jiménez         | 167 P.                    |
| Dritter                            | Raymond Poulidor      | 90 P.                     |
| Teamwertung                        | Pelforth-Sauvage      | Pelforth-Sauvage          |

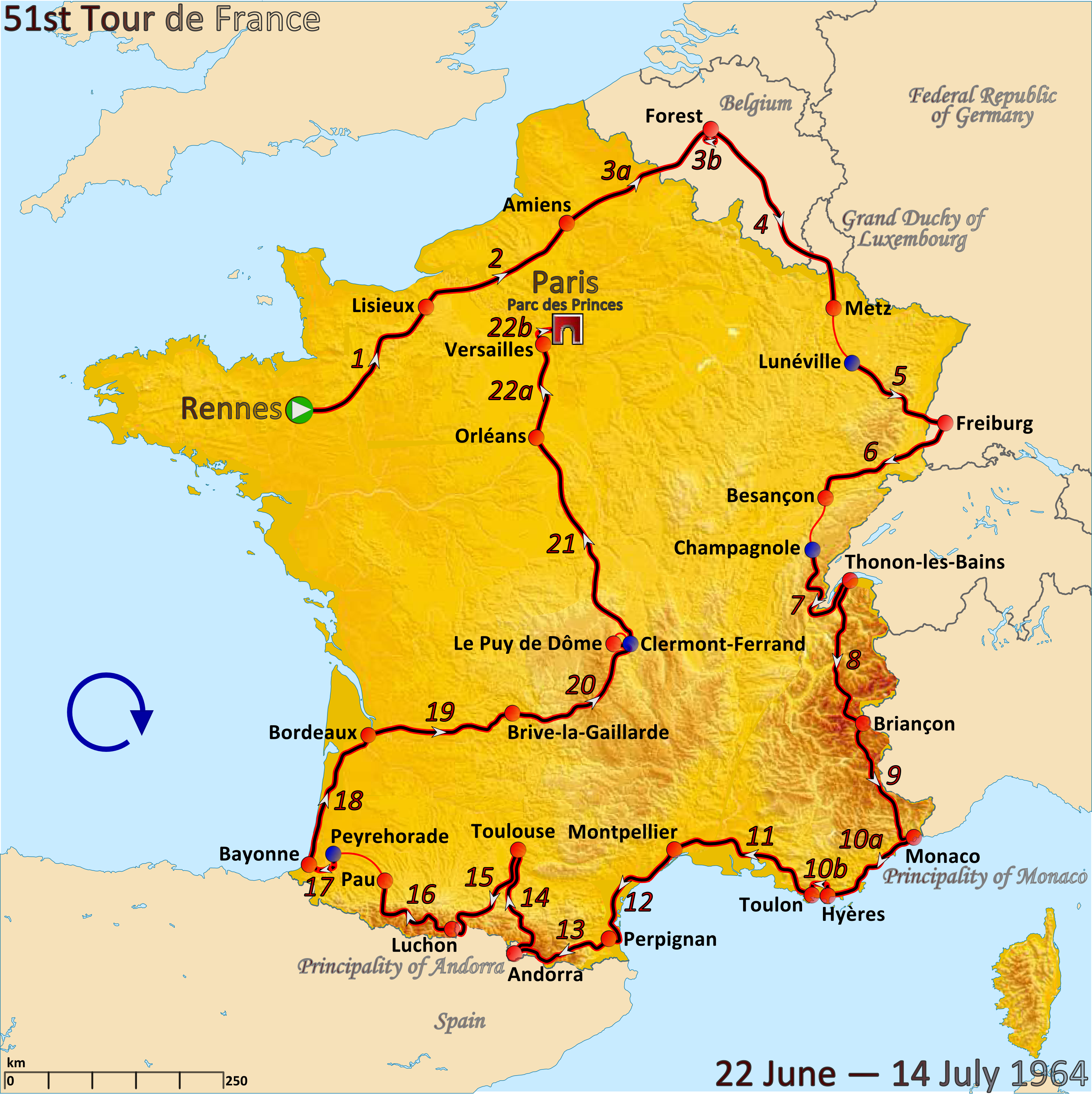
Karte der Tour de France 1964

Die 51. Tour de France fand vom 22. Juni bis 14. Juli 1964 statt und führte auf 22 Etappen über 4.504 km. Es nahmen 132 Radrennfahrer in 12 Mannschaften an der Rundfahrt teil, von denen 81 klassifiziert wurden.

## Rennverlauf

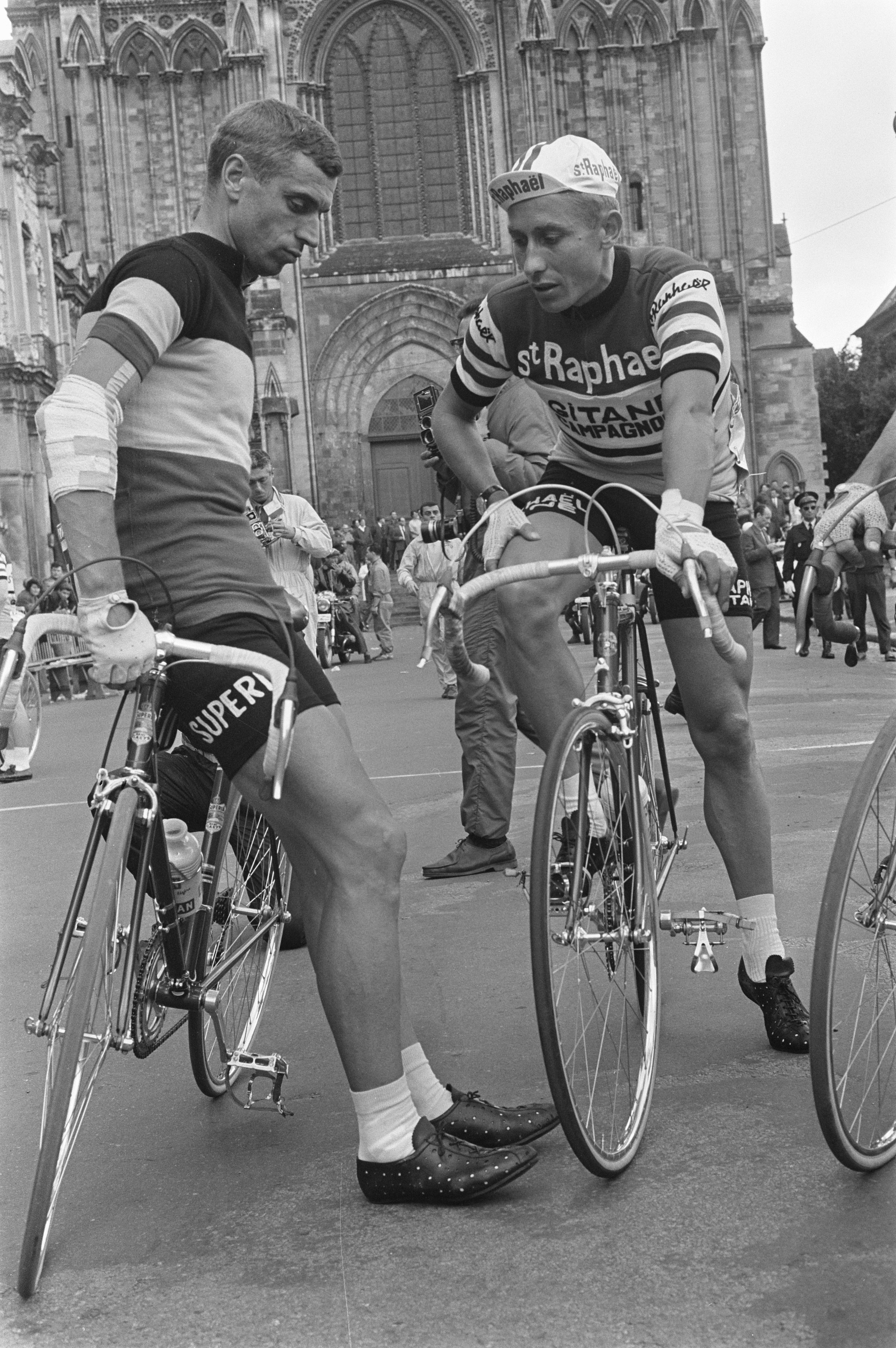
Startpunkt Lisieux. Rik Van Looy im Gespräch mit Jacques Anquetil

Nach seinem Sieg bei der vierten Etappe war Rudi Altig am nächsten Tag auf der Etappe nach Freiburg im Breisgau in einer Spitzengruppe vertreten und übernahm für drei Tage das Gelbe Trikot.
Auf der ersten Bergetappe verlor Altig die Führung jedoch an den Franzosen Georges Groussard. Groussard konnte das Gelbe Trikot in den Alpen und den Pyrenäen behaupten, doch nach dem zweiten Einzelzeitfahren musste er es an Jacques Anquetil abgeben. Anders als im Vorjahr war jedoch Raymond Poulidor, der die Etappe nach Luchon gewonnen hatte, noch in Reichweite und lag nur eine Minute hinter Anquetil.
Auf dem Anstieg zum Puy de Dôme auf der 20. Etappe lieferten sich die beiden Franzosen ein packendes Duell, als sie Seite an Seite den Berg hochfuhren. Am Ende der Etappe konnte sich Poulidor absetzen, die 14 Sekunden, die er auf Anquetil herausholte, waren jedoch zu wenig, um ihn zu gefährden. Mit seinem dritten Zeitfahrsieg auf der letzten Etappe machte Anquetil seinen Gesamtsieg perfekt, auch wenn er am Ende nur einen Vorsprung von 55 Sekunden auf Poulidor hatte.
Anquetil schaffte es durch seinen vierten Toursieg in Folge als erster Fahrer fünfmal die Tour de France zu gewinnen. Gleichzeitig erreichte er 1964 das Double Tour – Giro d’Italia. Darüber hinaus gewann er vier Grand Tours in Folge (im Vorjahr gelang ihm das Double aus Tour und Vuelta).
Jan Janssen aus den Niederlanden gewann nach zwei Etappensiegen das Grüne Trikot. Bei seiner letzten erfolgreichen Tour-Teilnahme gewann der Spanier Federico Bahamontes die Bergwertung knapp vor seinem Landmann Julio Jiménez. Bahamontes, der zwei Etappensiege erringen und die Tour als dritter beenden konnte, gewann die Bergwertung zum sechsten Mal. Letzter des Klassements wurde mit Anatole Novak ein Teamkollege des Siegers.

## Unfall
Bei der 19. Etappe am 11. Juli von Bordeaux nach Brive verunglückte ein Versorgungsfahrzeug der Polizei an einer Brücke in Port-de-Couze nahe Lalinde in der Dordogne. Dabei starben neun Menschen.

## Die Etappen
| Etappen        | Tag      | Start – Ziel                            | km         | Etappensieger            | Gelbes Trikot            |
| -------------- | -------- | --------------------------------------- | ---------- | ------------------------ | ------------------------ |
| 1. Etappe      | 22. Juni | Rennes – Lisieux                        | 215        | Edward Sels              | Edward Sels              |
| 2. Etappe      | 23. Juni | Lisieux – Amiens                        | 208        | André Darrigade          | Edward Sels              |
| 3. Etappe (a)  | 24. Juni | Amiens – Forest/Vorst (BEL)             | 196,5      | Bernard Van De Kerckhove | Bernard Van De Kerckhove |
| 3. Etappe (b)  | 24. Juni | Forest/Vorst (BEL) – Forest/Vorst (BEL) | 21,3 (MZF) | Kas-Kaskol               | Bernard Van De Kerckhove |
| 4. Etappe      | 25. Juni | Forest/Vorst (BEL) – Metz               | 291,5      | Rudi Altig               | Bernard Van De Kerckhove |
| 5. Etappe      | 26. Juni | Metz – Freiburg im Breisgau (GER)       | 161,5      | Willy Derboven           | Rudi Altig               |
| 6. Etappe      | 27. Juni | Freiburg im Breisgau (GER) – Besançon   | 200        | Henk Nijdam              | Rudi Altig               |
| 7. Etappe      | 28. Juni | Besançon – Thonon-les-Bains             | 195        | Jan Janssen              | Rudi Altig               |
| 8. Etappe      | 29. Juni | Thonon-les-Bains – Briançon             | 248,5      | Federico Bahamontes      | Georges Groussard        |
| 9. Etappe      | 30. Juni | Briançon – Monaco (MON)                 | 239        | Jacques Anquetil         | Georges Groussard        |
| 10. Etappe (a) | 1. Juli  | Monaco (MON) – Hyères                   | 187,5      | Jan Janssen              | Georges Groussard        |
| 10. Etappe (b) | 1. Juli  | Hyères – Toulon                         | 20,8 (EZF) | Jacques Anquetil         | Georges Groussard        |
| 11. Etappe     | 2. Juli  | Toulon – Montpellier                    | 250        | Edward Sels              | Georges Groussard        |
| 12. Etappe     | 3. Juli  | Montpellier – Perpignan                 | 174        | Jo de Roo                | Georges Groussard        |
| Ruhetag        |          |                                         |            |                          |                          |
| 13. Etappe     | 5. Juli  | Perpignan – Andorra (AND)               | 170        | Julio Jiménez            | Georges Groussard        |
| 14. Etappe     | 6. Juli  | Andorra (AND) – Toulouse                | 186        | Edward Sels              | Georges Groussard        |
| 15. Etappe     | 7. Juli  | Toulouse – Luchon                       | 203        | Raymond Poulidor         | Georges Groussard        |
| 16. Etappe     | 8. Juli  | Luchon – Pau                            | 197        | Federico Bahamontes      | Georges Groussard        |
| 17. Etappe     | 9. Juli  | Peyrehorade – Bayonne                   | 42,6 (EZF) | Jacques Anquetil         | Jacques Anquetil         |
| 18. Etappe     | 10. Juli | Bayonne – Bordeaux                      | 187        | André Darrigade          | Jacques Anquetil         |
| 19. Etappe     | 11. Juli | Bordeaux – Brive                        | 215,5      | Edward Sels              | Jacques Anquetil         |
| 20. Etappe     | 12. Juli | Brive – Puy de Dôme                     | 237,5      | Julio Jiménez            | Jacques Anquetil         |
| 21. Etappe     | 13. Juli | Clermont-Ferrand – Orléans              | 311        | Jean Stablinski          | Jacques Anquetil         |
| 22. Etappe (a) | 14. Juli | Orléans – Versailles                    | 118,5      | Benoni Beheyt            | Jacques Anquetil         |
| 22. Etappe (b) | 14. Juli | Versailles – Paris                      | 27,5 (EZF) | Jacques Anquetil         | Jacques Anquetil         |